# Nattewisch
Nattewisch ist ein Wohnplatz im Ortsteil Pollitz der Gemeinde Aland, Sachsen-Anhalt.

## Geografie
Der altmärkische Wohnplatz Nattewisch liegt in der Landschaft Wische, knapp einen Kilometer östlich von Scharpenhufe am Schaugraben Scharpenhufe im Biosphärenreservat Flusslandschaft Elbe. Nördlich des Ortes am Fluss Aland beginnt das Naturschutzgebiet Aland-Elbe-Niederung.

## Geschichte
Lieselott Enders schreibt zu Nattewisch: „Ein mittelalterliches Dorf kann nicht mit Sicherheit angenommen werden“.
Im Jahre 1328 schließt eine Urkunde mit den Worten dat ist geschen to der natenwisch. Im Jahre 1345 verpfändet Markgraf Ludwig den Brüdern Elresel Einkünfte im Dorf. In der Urkunde heißt es: in precaria ville Naterwisch. Weitere Nennungen sind 1429 die wuste feltmarcke In der natewisch, 1461 ein Hof in der Nattenwisch, 1467 by der Natenwisck to Holthusen, 1608 Natewisch, 1775 Rittersitz Natewisch nebst drei Katen und 1804 Adliges Gut Natewisch.
Hermes und Weigelt beschreiben im Jahre 1842 Natewisch als landtagsfähiges Rittergut mit einer Holländerei und zwei Wohnhäusern, das mit dem Gut in Scharpenhufe vereinigt ist und von dort aus bewirtschaftet wird.
In den Jahren 1906 und 1909 heißt der Ort dann schließlich so wie heute: Nattewisch.

### Einwohnerentwicklung
| Jahr | Einwohner |
| ---- | --------- |
| 1775 | 33        |
| 1789 | 19        |
| 1798 | 45        |
| 1801 | 48        |

| Jahr | Einwohner |
| ---- | --------- |
| 1818 | 38        |
| 1840 | 43        |
| 1871 | 53        |
| 1885 | 54        |

| Jahr | Einwohner |
| ---- | --------- |
| 1895 | 50        |
| 1905 | 10        |

Quelle:

## Religion
Die Evangelischen aus Nattewisch waren bereits 1903 nach Groß Garz eingepfarrt und gehören heute zum Kirchspiel Groß Garz und Umgebung im Pfarrbereich Beuster des Kirchenkreises Stendal im Propstsprengel Stendal-Magdeburg der Evangelischen Kirche in Mitteldeutschland.
Die katholischen Christen gehören zur Pfarrei St. Anna in Stendal im Dekanat Stendal im Bistum Magdeburg.